# Liste des chaînes de télévision francophones
 (avril 2025).
Motif : Il est important que WP reste neutre. Les articles La TV d'Orange, Liste des chaînes de Bbox TV, Liste des chaînes de Freebox TV, Liste des chaînes de SFR TV, Liste des chaînes de Mediaserv, Liste des canaux Illico, etc... ont été supprimés, il serait donc plus juste de supprimer également cet article ou le transformer en palette.
- Archive Wikiwix
- Bing
- Cairn
- DuckDuckGo
- E. Universalis
- Gallica
- Google
- G. Books
- G. News
- G. Scholar
- Persée
- Qwant
- (zh) Baidu
- (ru) Yandex
- (wd) trouver des œuvres sur Wikidata

| 1. | Préciser le motif de la pose du bandeau. | Précisez le motif de la pose du bandeau en utilisant la syntaxe suivante : {{admissibilité à vérifier\|date=mai 2025\|motif=remplacez ce texte par le motif}}                                                     |
| 2. | Informer les utilisateurs concernés.     | Pensez à avertir le créateur de l'article, par exemple, en insérant le code ci-dessous sur sa page de discussion : {{subst:avertissement admissibilité à vérifier\|Liste des chaînes de télévision francophones}} |

 (mai 2025).
Cet article présente une liste de chaînes télévisées diffusant leurs émissions en langue française.

## Chaînes existantes

### Chaînes généralistes et divertissements
| Chaîne               | Pays                          | Type           | Groupe                     | Statut  | Diffusion                                                                        |
| -------------------- | ----------------------------- | -------------- | -------------------------- | ------- | -------------------------------------------------------------------------------- |
| 6ter                 | France                        | Généraliste    | Groupe M6                  | Gratuit | TNT, Canal, Cable, Réseaux ADSL/Fibre                                            |
| AB1                  | France                        | Généraliste    | Mediawan Thematics         | Payant  | AB Sat, Canal, Cable, Réseaux ADSL/Fibre                                         |
| AB3                  | Belgique                      | Généraliste    | Mediawan Thematics         | Gratuit | ADSL (Proximus TV), Câble (VOO), Satellite (AB Sat, TéléSAT)                     |
| Antenne Réunion      | France                        | Généraliste    | ASDL                       | Gratuit | TAT, CanalSat Réunion                                                            |
| Arte                 | France Allemagne              | Généraliste    | Service public             | Gratuit | TNT, Canal, Cable, Réseaux ADSL/Fibre                                            |
| Arte Belgique        | Belgique France Allemagne     | Généraliste    | RTBF                       | Gratuit | ADSL (Proximus TV), Câble (VOO)                                                  |
| Be 1                 | Belgique                      | Divertissement | BeTV                       | Payant  | Câble (VOO)                                                                      |
| BeCuriousTV          | Suisse                        | Généraliste    | Elleprod SA                | Gratuit | Câble                                                                            |
| Canal+               | France                        | Généraliste    | Canal+                     | Gratuit | TNT, Canal, Cable, Réseaux ADSL/Fibre                                            |
| Canal+ Décalé        | France                        | Généraliste    | Canal+                     | Gratuit | Canal, Cable, Réseaux ADSL/Fibre                                                 |
| Canal+ Family        | France                        | Généraliste    | Canal+                     | Gratuit | Canal, Cable, Réseaux ADSL/Fibre                                                 |
| Canal+ International | France                        | Divertissement | Canal+                     | Payant  | Hertzien, satellite, câble, IPTV, Web                                            |
| Canal Algérie        | Algérie                       | Généraliste    | EPTV                       | Gratuit |                                                                                  |
| Canal Z              | Belgique                      | Économie       | Roularta                   |         | ADSL (Proximus TV), Câble (VOO, SFR, Orange)                                     |
| Chérie 25            | France                        | Généraliste    | NRJ Group                  | Gratuit | TNT, Canal, Cable, Réseaux ADSL/Fibre                                            |
| RTL Club             | Belgique Luxembourg           | Généraliste    | Rossel DPG Media           | Gratuit | ADSL (Proximus TV), Câble (VOO), Satellite (TéléSAT), TNT (TNT Luxembourg)       |
| Comédie+             | France                        | Divertissement | Groupe Canal+              | Payant  | Canal, Cable                                                                     |
| CStar                | France                        | Généraliste    | Groupe Canal+              | Gratuit | TNT, Canal, Cable, Réseaux ADSL/Fibre                                            |
| E !                  | France                        | Divertissement | Universal Television Group | Payant  | SFR TV                                                                           |
| France 2             | France                        | Généraliste    | France Télévisions         | Gratuit | TNT, Canal, Cable, Réseaux ADSL/Fibre                                            |
| France 3 Régions     | France                        | Généraliste    | France Télévisions         | Gratuit | Canal, Cable, Réseaux ADSL/Fibre                                                 |
| France 3             | France                        | Généraliste    | France Télévisions         | Gratuit | TNT, Canal, Cable, Réseaux ADSL/Fibre                                            |
| France 4             | France                        | Généraliste    | France Télévisions         | Gratuit | TNT, Canal, Cable, Réseaux ADSL/Fibre                                            |
| France 5             | France                        | Généraliste    | France Télévisions         | Gratuit | TNT, Canal, Cable, Réseaux ADSL/Fibre                                            |
| La Une               | Belgique                      | Généraliste    | RTBF                       | Gratuit | ADSL (Proximus TV), Câble (VOO), Satellite (TéléSAT), TNT (TNT Belgique)         |
| Tipik                | Belgique                      | Généraliste    | RTBF                       | Gratuit | ADSL (Proximus TV), Câble (VOO), Satellite (TéléSAT), TNT (TNT Belgique)         |
| La Trois             | Belgique                      | Généraliste    | RTBF                       | Gratuit | ADSL (Proximus TV), Câble (VOO), Satellite (TéléSAT), TNT (TNT Belgique)         |
| M6                   | France                        | Généraliste    | Groupe M6                  | Gratuit | TNT, Canal, Cable, Réseaux ADSL/Fibre                                            |
| Paris Première       | France                        | Divertissement | Groupe M6                  | Payant  | TNT, Canal, Cable, Réseaux ADSL/Fibre                                            |
| Pink TV              | France                        | Divertissement | Groupe TF1                 | Payant  | Canal, Cable, Réseaux ADSL/Fibre                                                 |
| RTL Plug             | Belgique Luxembourg           | Généraliste    | Rossel DPG Media           | Gratuit | ADSL (Proximus TV), Câble (VOO), Satellite (TéléSAT), TNT (TNT Luxembourg)       |
| Radio-Canada         | Canada                        | Généraliste    | Société Radio-Canada       | Gratuit | TNT, Câble, Télévision par satellite                                             |
| RMC Story            | France                        | Généraliste    | NextRadioTV                | Gratuit | TNT, Canal, Cable, Réseaux ADSL/Fibre                                            |
| Rouge TV             | Suisse                        | Divertissement | Rouge FM                   | Gratuit | Câble numérique                                                                  |
| RTI 1                | Côte d'Ivoire                 | Généraliste    | RTI                        | Gratuit |                                                                                  |
| RTI 2                | Côte d'Ivoire                 | Généraliste    | RTI                        | Gratuit |                                                                                  |
| RTL9                 | Luxembourg                    | Généraliste    | Mediawan Thematics         | Payant  | TAT, AB Sat, Canal, Cable, Réseaux ADSL/Fibre                                    |
| RTL-TVI              | Belgique Luxembourg           | Généraliste    | Rossel DPG Media           | Gratuit | ADSL (Proximus TV), Câble (VOO), Satellite (TéléSAT), TNT (TNT Luxembourg)       |
| RTS Un               | Suisse                        | Généraliste    | RTS                        | Gratuit | TAT                                                                              |
| RTS Deux             | Suisse                        | Généraliste    | RTS                        | Gratuit | TAT                                                                              |
| Téva                 | France                        | Féminine       | Groupe M6                  | Payant  | TNT, Canal, Cable, Réseaux ADSL/Fibre                                            |
| TF1                  | France                        | Généraliste    | Groupe TF1                 | Gratuit | TNT, Canal, Cable, Réseaux ADSL/Fibre                                            |
| TFX                  | France                        | Généraliste    | Groupe TF1                 | Gratuit | TNT, Canal, Cable, Réseaux ADSL/Fibre                                            |
| TMC                  | Monaco France                 | Généraliste    | Groupe TF1                 | Gratuit | TNT, AB Sat, Canal, Cable, Réseaux ADSL/Fibre                                    |
| TVA                  | Canada                        | Généraliste    | Groupe TVA                 | Gratuit | TNT, Câble, Télévision par satellite                                             |
| TV5 Monde            | France Belgique Monaco Suisse | Généraliste    | Service public             | Gratuit | Canal, Cable, Réseaux ADSL/Fibre (Proximus TV), Câble (VOO), Satellite (TéléSAT) |
| TV5 Québec Canada    | Canada                        | Généraliste    | OSBL                       | Payant  | Câble analogique ou numérique, Télévision par satellite                          |
| TV Breizh            | France                        | Divertissement | Groupe TF1                 | Payant  | Canal, Cable, Réseaux ADSL/Fibre                                                 |
| Noovo                | Canada                        | Généraliste    | Bell Média                 | Gratuit | TNT, Câble, Télévision par satellite                                             |
| W9                   | France                        | Généraliste    | Groupe M6                  | Gratuit | TNT, Canal, Cable, Réseaux ADSL/Fibre                                            |
| A+                   | Afrique                       | Divertissement | Canal+ Overseas            | Payant  | Satellite                                                                        |
| Max                  | Canada                        | Divertissement | Remstar                    | Payant  | Câble analogique ou numérique, Télévision par satellite                          |
| Elle Fictions        | Canada                        | Féminine       | Remstar                    | Payant  | Câble analogique ou numérique, Télévision par satellite                          |

### Chaînes cinémas et séries
| Chaîne            | Pays     | Type                                   | Groupe                     | Statut  | Diffusion                                               |
| ----------------- | -------- | -------------------------------------- | -------------------------- | ------- | ------------------------------------------------------- |
| 13e rue           | France   | Séries                                 | Universal Television Group | Payant  | SFR TV                                                  |
| Action            | France   | Cinéma                                 | AB Groupe                  | Payant  | AB Sat, Canal, Cable, Réseaux ADSL/Fibre                |
| Altice Studio     | France   | Cinéma et Séries                       | SFR Group                  | Payant  | Satellite, câble, IPTV, Web                             |
| AddikTV           | Canada   | Séries                                 | Groupe TVA                 | Payant  | Câble numérique, Télévision par satellite               |
| À la carte        | France   | Paiement à la séance                   | Groupe Canal+              | Payant  | Canal                                                   |
| Be Ciné           | Belgique | Cinéma                                 | BeTV                       | Payant  | Câble (VOO)                                             |
| Be Séries         | Belgique | Séries                                 | BeTV                       | Payant  | Câble (VOO)                                             |
| Canal+ Cinéma     | France   | Cinéma                                 | Groupe Canal+              | Gratuit | TNT, Canal, Cable, Réseaux ADSL/Fibre                   |
| Canal+ Séries     | France   | Séries                                 | Groupe Canal+              | Gratuit | TNT, Canal, Cable, Réseaux ADSL/Fibre                   |
| Canal Indigo      | Canada   | Paiement à la séance                   | Vidéotron                  | Payant  | Câble numérique                                         |
| Cinépop           | Canada   | Cinéma                                 | Bell Média                 | Payant  | Câble numérique, Télévision par satellite               |
| Ciné+ Classic     | France   | Cinéma                                 | Groupe Canal+              | Gratuit | Canal, Cable, Réseaux ADSL/Fibre                        |
| Ciné+ Club        | France   | Cinéma                                 | Groupe Canal+              | Gratuit | Canal, Cable, Réseaux ADSL/Fibre                        |
| Ciné+ Émotion     | France   | Cinéma                                 | Groupe Canal+              | Gratuit | Canal, Cable, Réseaux ADSL/Fibre                        |
| Ciné+ Famiz       | France   | Cinéma                                 | Groupe Canal+              | Gratuit | Canal, Cable, Réseaux ADSL/Fibre                        |
| Ciné+ Frisson     | France   | Cinéma                                 | Groupe Canal+              | Gratuit | Canal, Cable, Réseaux ADSL/Fibre                        |
| Ciné+ Premier     | France   | Cinéma                                 | Groupe Canal+              | Gratuit | Canal, Cable, Réseaux ADSL/Fibre                        |
| OCS Choc          | France   | Cinéma et séries                       | Orange                     | Payant  | La TV d'Orange, Canalsat, Réseaux ADSL                  |
| OCS City          | France   | Cinéma et séries                       | Orange                     | Payant  | Canal, Cable, Réseaux ADSL/Fibre                        |
| OCS Géants        | France   | Cinéma                                 | Orange                     | Payant  | Canal, Cable, Réseaux ADSL/Fibre                        |
| OCS Go            | France   | à la demande                           | Orange                     | Payant  | La TV d'Orange                                          |
| OCS Max           | France   | Cinéma et séries                       | Orange                     | Payant  | Canal, Cable, Réseaux ADSL/Fibre                        |
| Paramount Channel | France   | Cinéma                                 | Viacom                     | Payant  | Canal, Cable, Réseaux ADSL/Fibre                        |
| Polar+            | France   | Cinéma et séries                       | Groupe Canal+              | Gratuit | Canal, Réseaux ADSL/Fibre                               |
| serieclub         | France   | Séries                                 | Groupe TF1 & Groupe M6     | Payant  | Canal, Cable                                            |
| Séries+           | Canada   | Séries                                 | Corus Entertainment        | Payant  | Câble analogique ou numérique, Télévision par satellite |
| Shorts TV         | France   | Cinéma                                 | Numericable                | Payant  | Cable                                                   |
| Super Écran       | Canada   | Cinéma                                 | Bell Média                 | Payant  | Câble numérique, Télévision par satellite               |
| Syfy              | France   | Séries                                 | Universal                  | Payant  | SFR TV                                                  |
| TF1 Séries Films  | France   | Cinéma et séries                       | Groupe TF1                 | Gratuit | TNT, Canal, Cable, Réseaux ADSL/Fibre                   |
| TCM               | France   | Cinéma                                 | Turner                     | Payant  | Canal, Cable, Réseaux ADSL/Fibre                        |
| Warner TV         | France   | Séries                                 | Turner                     | Payant  | Canal                                                   |
| Z                 | Canada   | Science-fiction, Technologie, Sciences | Astral Media               | Payant  | Câble analogique ou numérique, Télévision par satellite |

### Chaînes sportives
| Chaîne                 | Pays          | Type                 | Groupe                   | Statut  | Diffusion                                               |
| ---------------------- | ------------- | -------------------- | ------------------------ | ------- | ------------------------------------------------------- |
| Automoto La chaîne     | France        | Sports motorisés     | Mediawan, Groupe TF1     | Payant  | AB Sat, Canal, Cable, Réseaux ADSL/Fibre                |
| BeIN Sport 1           | France Qatar  | Sports               | Al Jazeera               | Payant  | Satellite, câble, xDSL                                  |
| BeIN Sport 2           | France Qatar  | Sports               | Al Jazeera               | Payant  | Satellite, câble, xDSL                                  |
| BeIN Sport 3           | France Qatar  | Sports               | Al Jazeera               | Payant  | Satellite, câble, xDSL                                  |
| Be Sport 1             | Belgique      | Sports               | BeTV                     | Payant  | Câble (VOO)                                             |
| Be Sport 2             | Belgique      | Sports               | BeTV                     | Payant  | Câble (VOO)                                             |
| Be Sport 3             | Belgique      | Sports               | BeTV                     | Payant  | Câble (VOO)                                             |
| Canal+ Sport           | France        | Sports               | Groupe Canal+            | Gratuit | TNT, Canal, Cable, Réseaux ADSL/Fibre                   |
| Eurosport 1 (France)   | France        | Sports               | Discovery Communications | Payant  | Canal                                                   |
| Eurosport 2 (France)   | France        | Sports               | Discovery Communications | Payant  | Canal                                                   |
| Equidia                | France        | Sports equestres     | PMU                      | Payant  | Canal, Cable, Réseaux ADSL/Fibre                        |
| Extreme Sports Channel | France        | Sports extrêmes      | Chellomedia              | Payant  | Canal                                                   |
| Foot+                  | France        | Football             | Groupe Canal+            | Payant  | Canal, Cable                                            |
| Golf+                  | France        | Golf                 | Groupe Canal+            | Payant  | Canal, Cable                                            |
| Golf Channel France    | Luxembourg    | Golf                 | Mediawan Thematics       | Payant  | Bis Télévisions, Cable, Réseaux ADSL/Fibre              |
| Infosport+             | France        | Information sportive | Groupe Canal+            | Payant  | Canal, Cable                                            |
| La chaîne L'Équipe     | France        | Sports               | Groupe Amaury            | Gratuit | TNT, Canal, Cable, Réseaux ADSL/Fibre                   |
| Nautical Channel       | Italie        | Sport nautique       | Digicast                 | Payant  | Canal, Cable (Naxoo), Réseaux ADSL/Fibre                |
| OL TV                  | France        | Football             | Indépendant              | Payant  | Canal, Cable, Réseaux ADSL/Fibre                        |
| Onzéo                  | France        | Football             | Indépendant              | Payant  | Canal, Réseaux ADSL/Fibre (Free)                        |
| Proximus 11            | Belgique      | Sports               | Proximus TV              | Payant  | ADSL (Proximus TV)                                      |
| Proximus 11+           | Belgique      | Sports               | Proximus TV              | Payant  | ADSL (Proximus TV)                                      |
| RDS                    | Canada        | Sports               | Bell Media, ESPN         | Payant  | Câble analogique ou numérique, Télévision par satellite |
| RDS2                   | Canada        | Sports               | Bell Media, ESPN         | Payant  | Câble numérique, Télévision par satellite               |
| RDS Info               | Canada        | Information sportive | Bell Media, ESPN         | Payant  | Câble numérique, Télévision par satellite               |
| RMC Sport 1            | France        | Football             | SFR Media                | Payant  | Canal, Cable, SFR TV                                    |
| RMC Sport 1 UHD        | France        | Sports               | SFR Media                | Payant  | Canal, Cable, SFR TV                                    |
| RMC Sport 2            | France        | Sports               | SFR Media                | Payant  | Canal, Cable, SFR TV                                    |
| RMC Sport 3            | France        | Sports               | SFR Media                | Payant  | Canal, Cable, SFR TV                                    |
| RMC Sport 4            | France        | Sports               | SFR Media                | Payant  | Canal, Cable, SFR TV                                    |
| RMC Sport News         | France        | Information sportive | SFR Media                | Payant  | Canal, Cable, SFR TV                                    |
| RTI Sport TV           | Côte d'Ivoire | Sports               | RTI                      | Gratuit |                                                         |
| Rugby+                 | France        | Rugby                | Groupe Canal+            | Payant  | Canal, Cable                                            |
| Teleclub Romandie      | Suisse        | Sports               | Swisscom                 | Payant  | Swisscom TV                                             |
| TVA Sports             | Canada        | Sports               | Groupe TVA               | Payant  | Câble numérique, Télévision par satellite               |

### Chaînes jeunesses
| Chaîne             | Pays     | Type     | Groupe                            | Statut  | Diffusion                                               |
| ------------------ | -------- | -------- | --------------------------------- | ------- | ------------------------------------------------------- |
| BabyTV             | Monde    | Jeunesse | Fox International Channels        | Payant  | Câble numérique, Télévision par satellite, Réseaux ADSL |
| Boing              | France   | Jeunesse | Turner                            | Payant  | Canal, Cable, Réseaux ADSL/Fibre                        |
| Boomerang          | France   | Jeunesse | Turner                            | Gratuit | Canal, Cable, Réseaux ADSL/Fibre                        |
| Canal J            | France   | Jeunesse | Groupe M6                         | Payant  | Canal, Cable, Réseaux ADSL/Fibre                        |
| Cartoon Network    | France   | Jeunesse | Turner                            | Gratuit | Canal                                                   |
| Disney Channel     | France   | Jeunesse | Walt Disney Company               | Gratuit | Canal, Cable, Réseaux ADSL/Fibre                        |
| Disney Cinema      | France   | Cinéma   | Walt Disney Company               | Gratuit | Canal                                                   |
| Disney Junior      | France   | Jeunesse | Walt Disney Company               | Gratuit | Canal                                                   |
| Télémagino         | Canada   | Jeunesse | WildBrain                         | Gratuit | Câble numérique, Télévision par satellite               |
| Disney XD          | France   | Jeunesse | Walt Disney Company               | Gratuit | Canal                                                   |
| Gulli              | France   | Jeunesse | Groupe M6                         | Gratuit | TNT, Canal, Cable, Réseaux ADSL/Fibre                   |
| J-One              | France   | Jeunesse | Viacom                            | Payant  | Canal, Cable, Réseaux ADSL/Fibre                        |
| Mangas             | France   | Jeunesse | AB Groupe                         | Gratuit | AB Sat, Canal, Cable, Réseaux ADSL/Fibre                |
| Nickelodeon        | Belgique | Jeunesse | MTV                               | Payant  | ADSL (Proximus TV), Câble (VOO)                         |
| Nickelodeon        | France   | Jeunesse | MTV                               | Payant  | Canal, Cable                                            |
| Nickelodeon Junior | France   | Jeunesse | MTV                               | Payant  | Canal, Cable                                            |
| Nickelodeon Teen   | France   | Jeunesse | MTV                               | Payant  | Canal, Cable                                            |
| Nick Jr. Belgium   | Belgique | Jeunesse | MTV                               | Gratuit | ADSL (Proximus TV), Câble (VOO)                         |
| Piwi+              | France   | Jeunesse | Groupe Canal+                     | Payant  | Canal, Cable, Réseaux ADSL/Fibre                        |
| Télétoon           | Canada   | Jeunesse | Corus                             | Payant  | Câble analogique ou numérique, Télévision par satellite |
| La Chaîne Disney   | Canada   | Jeunesse | Corus                             | Payant  | Câble numérique, Télévision par satellite               |
| TéléTOON+          | France   | Jeunesse | Groupe Canal+                     | Payant  | Canal, Cable, Réseaux ADSL/Fibre                        |
| TiJi               | France   | Jeunesse | Groupe M6                         | Payant  | Canal, Cable, Réseaux ADSL/Fibre                        |
| Toonami            | France   | Jeunesse | Turner Broadcasting System France | Payant  | Canal, Cable, Réseaux ADSL/Fibre                        |
| Yoopa              | Canada   | Jeunesse | Groupe TVA                        | Payant  | Câble numérique, Télévision par satellite               |

### Chaînes musicales
| Chaîne               | Pays          | Type           | Groupe                                       | Statut  | Diffusion |
| -------------------- | ------------- | -------------- | -------------------------------------------- | ------- | --- |
| AfricaBox TV         | France        | Musicale       | Africabox Diffusion                          | Payant  | Freebox TV, YouTube, Numericable (Belgique), SFR, Orange, BBox Bouygues, Canal+ Horizons, IPworldTV, Roku, Samsung Smart TV, iPad |
| CStar Hits France    | France        | Musicale       | Groupe Canal+                                | Gratuit | Canal |
| C Music TV           | France        | Musicale       | Indépendant                                  | Payant  | Réseaux ADSL/Fibre |
| Game One             | France        | Jeux / Musique | MTV                                          | Payant  | Canal, Cable, Réseaux ADSL/Fibre                                                                                                  |
| LFM TV               | Suisse        | Musicale       | Media One Group                              | Gratuit | Câble |
| M6 Music             | France        | Musicale       | Groupe M6                                    | Gratuit | Canal, Cable, Réseaux ADSL/Fibre                                                                                                  |
| MCM                  | France Monaco | Musicale       | Groupe M6                                    | Payant  | Canal, Cable, Réseaux ADSL/Fibre                                                                                                  |
| MCM Top              | France        | Musicale       | Groupe M6                                    | Payant  | Canal, Cable, Réseaux ADSL/Fibre                                                                                                  |
| Mélody d'Afrique     | France        | Musicale       | Harmony                                      | Payant  | Réseaux ADSL/Fibre |
| Mezzo                | France        | Musicale       | Groupe Canal+ & Groupe Les Échos-Le Parisien | Payant  | Canal, Cable, Réseaux ADSL/Fibre                                                                                                  |
| Mizik Tropical       | France        | Musicale       | Indépendant                                  | Gratuit | Cable, Réseaux ADSL/Fibre |
| MTV Belgique         | Belgique      | Musicale       | MTV                                          | Gratuit | ADSL (Proximus TV), Câble (VOO)                                                                                                   |
| MTV France           | France        | Musicale       | MTV                                          | Payant  | Canal, Cable, Réseaux ADSL/Fibre                                                                                                  |
| MTV Hits (France)    | France        | Musicale       | MTV                                          | Payant  | Canal, Cable |
| NRJ Hits             | France        | Musicale       | NRJ Group                                    | Gratuit | Canal, Cable, Réseaux ADSL/Fibre                                                                                                  |
| NRJ Hits TV          | Belgique      | Musicale       | NRJ Belgique                                 | Gratuit | ADSL (Proximus TV), Câble (VOO, SFR, Orange)                                                                                      |
| One TV               | Suisse        | Musicale       | Media One Group                              | Gratuit | Câble |
| PureVision           | Belgique      | Musicale       | RTBF                                         | Gratuit | ADSL (Proximus TV), Câble (VOO)                                                                                                   |
| Radio Contact Vision | Belgique      | Musicale       | RTL Group                                    | Gratuit | ADSL (Proximus TV), Câble (VOO)                                                                                                   |
| RFM TV               | France        | Musicale       | Groupe M6                                    | Payant  | Canal, Cable, Réseaux ADSL/Fibre                                                                                                  |
| RTI Music TV         | Côte d'Ivoire | Musicale       | RTI                                          | Gratuit | |
| Télé Melody          | France        | Musicale       | Harmony                                      | Payant  | Canal, Cable, Réseaux ADSL/Fibre                                                                                                  |
| Trace Urban          | France        | Musicale       | Trace Partners                               | Payant  | Canal, Cable, Réseaux ADSL/Fibre                                                                                                  |
| TVM3                 | Suisse        | Musicale       | Indépendant                                  | Gratuit | Câble |

### Chaînes découvertes, Vie pratique…
| Chaîne                      | Pays       | Type                 | Groupe                             | Statut  | Diffusion                                                    |
| --------------------------- | ---------- | -------------------- | ---------------------------------- | ------- | ------------------------------------------------------------ |
| ABXplore                    | Belgique   | Découverte           | AB Groupe                          | Gratuit | ADSL (Proximus TV), Câble (VOO), Satellite (AB Sat, TéléSAT) |
| Animaux                     | France     | Découverte           | Mediawan Thematics                 | Payant; | AB Sat, Canal, Cable, Réseaux ADSL/Fibre                     |
| Art Channel                 | France     | Vie Pratique         | Indépendant                        | Gratuit | Cable, Réseaux ADSL/Fibre                                    |
| ARTV                        | Canada     | Culture              | Société Radio-Canada               | Payant  | Câble analogique ou numérique, Télévision par satellite      |
| Astrocenter TV              | France     | Vie Pratique         | Indépendant                        | Gratuit | Réseaux ADSL/Fibre                                           |
| Best of Shopping            | France     | Vie Pratique         | Groupe M6                          | Gratuit | Canal, Cable, Réseaux ADSL/Fibre                             |
| Canal D                     | Canada     | Découverte           | Astral Media                       | Payant  | Câble analogique ou numérique, Télévision par satellite      |
| Canal Savoir                | Canada     | Éducation            | C.A.N.A.L.                         | Gratuit | TNT, Câble analogique ou numérique, Télévision par satellite |
| Canal Vie                   | Canada     | Vie Pratique         | Bell Média                         | Payant  | Câble analogique ou numérique, Télévision par satellite      |
| Casa                        | Canada     | Vie Pratique         | Groupe TVA                         | Payant  | Câble numérique, Télévision par satellite                    |
| Chasse et Pêche             | France     | Découverte           | AB Groupe                          | Payant  | AB Sat, Cable, Réseaux ADSL/Fibre                            |
| Demain.TV                   | France     | Vie Pratique         | YmédiaS                            | Gratuit | Cable, Réseaux ADSL/Fibre                                    |
| Demain IDF                  | France     | Vie Pratique         | YmédiaS                            | Gratuit | TNT locale, Cable                                            |
| Discovery Channel           | France     | Découverte           | Discovery                          | Payant  | SFR TV                                                       |
| Discovery Science           | France     | Découverte           | Discovery                          | Payant  | SFR TV                                                       |
| Évasion                     | Canada     | Découverte et voyage | Groupe Serdy                       | Payant  | Câble analogique ou numérique, Télévision par satellite      |
| Explora                     | Canada     | Découvertes          | Société Radio-Canada               | Payant  | Câble numérique, Télévision par satellite                    |
| Fashion TV                  | France     | Vie Pratique         | Indépendant                        | Gratuit | Numericable, Réseaux ADSL/Fibre                              |
| Histoire                    | France     | Découverte           | Groupe TF1                         | Payant  | Canal, Cable, Réseaux ADSL/Fibre                             |
| Historia                    | Canada     | Découverte           | Astral Media                       | Payant  | Câble analogique ou numérique, Télévision par satellite      |
| Luxe TV                     | Luxembourg | Vie Pratique         | DVL.TV                             | Gratuit | Canal, Cable, Réseaux ADSL/Fibre                             |
| M6 Boutique                 | France     | Vie Pratique         | Groupe M6                          | Gratuit | Canal, Cable, Réseaux ADSL/Fibre                             |
| MB Live TV                  | France     | Découverte           | MontBlanc Médias                   | Payant  | Canal, Réseaux ADSL/Fibre                                    |
| Moi & Cie Télé              | Canada     | Style de vie         | Groupe TVA                         | Payant  | Câble numérique, Télévision par satellite                    |
| myZen.tv                    | France     | Découverte           | groupe Melody                      | Payant  | Réseaux ADSL/Fibre                                           |
| My Cuisine                  | France     | Vie pratique         | Altice                             | Payant  | Cable, Réseaux ADSL/Fibre                                    |
| National Geographic Channel | France     | Découverte           | National Geographic Society        | Payant  | Canal, Cable, Réseaux ADSL/Fibre                             |
| Nat Geo Wild                | France     | Découverte           | National Geographic Society        | Payant  | Canal, Cable, Réseaux ADSL/Fibre                             |
| Planète+                    | France     | Découverte           | Groupe Canal+                      | Payant  | TNT, Canal, Cable                                            |
| Planète+ A&E                | France     | Découverte           | Groupe Canal+                      | Payant  | Canal, Cable                                                 |
| Planète+ CI                 | France     | Découverte           | Groupe Canal+ & France Télévisions | Payant  | Canal                                                        |
| RMC Découverte              | France     | Découverte           | NextRadioTV                        | Gratuit | TNT, Canal, Cable, Réseaux ADSL/Fibre                        |
| Science et Vie TV           | France     | Découverte           | Mondadori France- Mediawan         | Payant  | AB Sat, Canal, Cable, Réseaux ADSL/Fibre                     |
| Sirene TV                   | Tunisie    | Découverte           | SireneTV                           | Gratuit | TNT, Numericable                                             |
| Seasons                     | France     | Découverte           | Groupe Canal+                      | Payant  | Canal, Cable                                                 |
| Télé-Québec                 | Canada     | Éducative            | Gouvernement du Québec             | Gratuit | TNT, Câble, Télévision par satellite                         |
| TFO                         | Canada     | Éducative            | TVOntario                          | Gratuit | TAT, Câble, Télévision par satellite                         |
| Toute l'Histoire            | France     | Découverte           | AB Groupe                          | Payant  | AB Sat, Canal, Cable, Réseaux ADSL/Fibre                     |
| Trek                        | France     | Découverte           | AB Groupe                          | Payant  | AB Sat, Canal, Cable, Réseaux ADSL/Fibre                     |
| Ushuaïa TV                  | France     | Découverte           | Groupe TF1                         | Payant  | Canal, Cable, Réseaux ADSL/Fibre                             |
| Voyage                      | France     | Découverte           | Fox International Channels         | Payant  | Canal, Cable, Réseaux ADSL/Fibre                             |
| VRAK                        | Canada     | Jeunesse             | Bell Média                         | Payant  | Câble analogique ou numérique, Télévision par satellite      |
| Zeste                       | Canada     | Cuisine              | Groupe TVA                         | Payant  | Câble numérique, Télévision par satellite                    |

### Chaînes d'information
| Chaîne                  | Pays          | Type                    | Groupe                                                  | Statut   | Diffusion                                               |
| ----------------------- | ------------- | ----------------------- | ------------------------------------------------------- | -------- | ------------------------------------------------------- |
| Argent                  | Canada        | Économie et finances    | Groupe TVA                                              | Payant   | Câble numérique, Télévision par satellite               |
| BFM Business            | France        | Économie et finance     | NextRadioTV                                             | Gratuite | Canal, Cable, Réseaux ADSL/Fibre                        |
| BFM TV                  | France        | Informations en continu | NextRadioTV                                             | Gratuite | TNT, Canal, Cable, Réseaux ADSL/Fibre                   |
| CNews                   | France        | Informations en continu | Groupe Canal+                                           | Gratuit  | TNT, Canal, Cable, Réseaux ADSL/Fibre                   |
| Canal Z                 | Belgique      | Économie et Finance     | Roularta Media Group                                    | Gratuit  | ADSL (Proximus TV), Câble (VOO)                         |
| CGTN-Français           | Chine         | Informations            | CCTV                                                    | Gratuit  | Télévision par satellite, Réseaux ADSL                  |
| Euronews                | Europe        | Informations en continu | Partenariat de chaînes publiques nationales européennes | Gratuit  | Canal, Cable, Réseaux ADSL/Fibre                        |
| France 24               | France        | Informations en continu | France Médias Monde                                     | Gratuit  | Canal, Cable, Réseaux ADSL/Fibre                        |
| France info             | France        | Informations en continu | Service public                                          | Gratuit  | TNT, Canal, Cable, Réseaux ADSL/Fibre                   |
| i24news                 | France Israël | Informations en continu | Patrick Drahi                                           | Gratuit  | Canal, Cable, Réseaux ADSL/Fibre                        |
| LCI                     | France        | Informations en continu | Groupe TF1                                              | Gratuit  | TNT, Canal, Cable, Réseaux ADSL/Fibre                   |
| La Chaîne parlementaire | France        | Chaîne parlementaire    | Service public                                          | Gratuit  | TNT, Canalsat, Numericable, Réseaux ADSL                |
| Le Canal Nouvelles      | Canada        | Informations en continu | Groupe TVA                                              | Payant   | Câble analogique ou numérique, Télévision par satellite |
| LN24                    | Belgique      | Informations en continu | Les News 24 SA                                          | Gratuit  | R&seaux ADSL/Fibre, Câble                               |
| Medi 1 TV               | France Maroc  | Informations            | Indépendant                                             | Gratuit  | Canal, Câble, Réseaux ADSL/Fibre                        |
| Public Sénat            | France        | Chaîne parlementaire    | Service public                                          | Gratuit  | TNT, Canal, Câble, Réseaux ADSL/Fibre                   |
| Réseau de l'information | Canada        | Informations en continu | Société Radio-Canada                                    | Payant   | Câble analogique ou numérique, Télévision par satellite |
| RT France               | France        | Informations en continu | RT                                                      | Gratuit  | Satellite, câble, IPTV, web                             |

### Chaînes locales et régionales
| Chaîne                         | Pays     | Type   | Groupe                                                  | Statut  | Diffusion                               |
| ------------------------------ | -------- | ------ | ------------------------------------------------------- | ------- | --------------------------------------- |
| 7 à Limoges                    | France   | Locale | Commune de Limoges                                      | Gratuit | Cable, Réseaux ADSL/Fibre               |
| 8 Mont-Blanc                   | France   | Locale | Indépendant                                             | Gratuit | TNT, Réseaux ADSL/Fibre                 |
| Alsace20                       | France   | Locale | Indépendant                                             | Gratuit | TNT, Cable, Réseaux ADSL/Fibre          |
| Angers Télé                    | France   | Locale | Angers Loire Télévisions SAEML                          | Gratuit | TNT, Cable, YouTube, Dailymotion        |
| Antenne Centre Télévision      | Belgique | Locale | Service public                                          | Gratuit | ADSL (Proximus TV), Câble (VOO)         |
| Berry Issoudun Première        | France   | Locale | Commune d'Issoudun                                      | Gratuit | TNT, Cable                              |
| BFM Paris                      | France   | Locale | NextRadioTV                                             | Gratuit | TNT, Cable, Réseaux ADSL/Fibre          |
| Boukè                          | Belgique | Locale | Service public                                          | Gratuit | IPTV (Proximus TV), Câble (VOO, Orange) |
| Canal 9                        | Suisse   | Locale | Service public                                          | Gratuit | Câble numérique                         |
| Canal 32                       | France   | Locale | Indépendant                                             | Gratuit | TNT, Cable, Réseaux ADSL/Fibre          |
| Canal Alpha                    | Suisse   | Locale | Indépendant                                             | Gratuit | Câble numérique, Réseaux IPTV           |
| Canal Coquelicot               | France   | Locale | Indépendant                                             | Gratuit | Cable                                   |
| Canal Zoom                     | Belgique | Locale | Service public                                          | Gratuit | ADSL (Proximus TV), Câble (VOO)         |
| Ceven TV                       | France   | Locale | Indépendante                                            | Gratuit | TNT                                     |
| CHMG-TV                        | Canada   | Locale | OSBL                                                    | Gratuit | TAT, Câble (Ville de Québec seulement)  |
| BFM Grand Lille                | France   | Locale | Groupe Altice France                                    | Gratuit | TNT, Cable, Réseaux ADSL/Fibre          |
| BFM Grand Littoral             | France   | Locale | Groupe Altice France                                    | Gratuit | TNT, Cable, Réseaux ADSL/Fibre          |
| IDF1                           | France   | Locale | JLA Holding                                             | Gratuit | TNT, Cable, Réseaux ADSL/Fibre          |
| La Chaîne normande             | France   | Locale | SAS TV 276                                              | Gratuit | TNT, Cable, Réseaux ADSL/Fibre          |
| La Locale                      | France   | Locale | Indépendant                                             | Gratuit | Réseaux ADSL/Fibre                      |
| La Télé                        | Suisse   | Locale | Publique                                                | Gratuit | Câble                                   |
| Léman Bleu                     | Suisse   | Locale | Publique                                                | Gratuit | Câble                                   |
| Lyon Capitale TV               | France   | Locale | Indépendant                                             | Gratuit | Câble numérique                         |
| Matélé                         | France   | Locale | SAS Télé Saint-Quentin                                  | Gratuit | TNT, Cable, Réseaux ADSL/Fibre          |
| MATV                           | Canada   | Locale | Vidéotron                                               | Payant  | Vidéotron                               |
| MA Télé                        | Belgique | Locale | Service public                                          | Gratuit | ADSL (Proximus TV), Câble (VOO)         |
| Notélé                         | Belgique | Locale | Service public                                          | Gratuit | ADSL (Proximus TV), Câble (VOO)         |
| NyonRégion Télévision          | Suisse   | Locale | Indépendant                                             | Gratuit | Câble                                   |
| Maxtv                          | Suisse   | Locale | Indépendant                                             | Gratuit | Câble                                   |
| Pays d'Aix TV                  | France   | Locale | Indépendante                                            | Gratuit | TNT                                     |
| RTC-Télé Liège                 | Belgique | Locale | Service public                                          | Gratuit | ADSL (Proximus TV), Câble (VOO)         |
| Tébéo                          | France   | Locale | Groupe Télégramme                                       | Gratuit | TNT, Cable, Réseaux ADSL/Fibre          |
| TébéSud                        | France   | Locale | Groupe Télégramme                                       | Gratuit | TNT, Cable, Réseaux ADSL/Fibre          |
| TeleBielingue                  | Suisse   | Locale | Indépendant                                             | Gratuit | Câble                                   |
| Télévision locale du Choletais | France   | Locale | Indépendant                                             | Gratuit | TNT, Cable                              |
| téléGrenoble Isère             | France   | Locale | Indépendant                                             | Gratuit | TNT, Cable, Réseaux ADSL/Fibre          |
| Télé MB                        | Belgique | Locale | Service public                                          | Gratuit | ADSL (Proximus TV), Câble (VOO)         |
| Télénantes                     | France   | Locale | SAS N7TV                                                | Gratuit | TNT, Cable, Réseaux ADSL/Fibre          |
| Télé Plaisance                 | France   | Locale | Associative                                             | Gratuit | Réseaux ADSL                            |
| Télésambre                     | Belgique | Locale | Service public                                          | Gratuit | ADSL (Proximus TV), Câble (VOO)         |
| Télé Bruxelles                 | Belgique | Locale | Service public                                          | Gratuit | ADSL (Proximus TV), Câble (VOO)         |
| Télé Lyon Métropole            | France   | Locale | Indépendant                                             | Gratuit | TNT, Cable, Réseaux ADSL/Fibre          |
| TV7 Bordeaux                   | France   | Locale | Indépendant                                             | Gratuit | TNT, Cable, Réseaux ADSL/Fibre          |
| TV Fil 78                      | France   | Locale | Communauté d'agglomération de Saint-Quentin-en-Yvelines | Gratuit | Cable                                   |
| TVPI                           | France   | Locale | Indépendant                                             | Gratuit | TNT, Cable, Réseaux ADSL/Fibre          |
| TV Com                         | Belgique | Locale | Service public                                          | Gratuit | ADSL (Proximus TV), Câble (VOO)         |
| TV Lux                         | Belgique | Locale | Service public                                          | Gratuit | ADSL (Proximus TV), Câble (VOO)         |
| TVR                            | France   | Locale | TVR (Bretagne)#Financement                              | Gratuit | TNT, Cable, Réseaux ADSL/Fibre          |
| TV Tours Val de Loire          | France   | Locale | Indépendant                                             | Gratuit | TNT, Cable, Réseaux ADSL/Fibre          |
| TV Vendée                      | France   | Locale | Indépendant                                             | Gratuit | TNT, Cable                              |
| Télévesdre                     | Belgique | Locale | Service public                                          | Gratuit | ADSL (Proximus TV), Câble (VOO)         |
| Val TV                         | Suisse   | Locale | Société électrique de la Vallée de Joux SA              | Gratuit | Câble                                   |
| ViàGrandParis                  | France   | Locale | Indépendant                                             | Gratuit | TNT, Cable, Réseaux ADSL/Fibre          |
| LMtv Sarthe                    | France   | Locale | Le Mans Télévision                                      | Gratuit | TNT, Cable, Réseaux ADSL/Fibre          |
| ViàMirabelle                   | France   | Locale | ProCom Médias                                           | Gratuit | TNT, Cable, Réseaux ADSL/Fibre          |
| ViàOccitanie Montpellier       | France   | Locale | Médias du Sud                                           | Gratuit | TNT, Cable, Réseaux ADSL/Fibre          |
| ViàOccitanie Pays Catalan      | France   | Locale | Médias du Sud                                           | Gratuit | TNT, Cable, Réseaux ADSL/Fibre          |
| ViàOccitanie Pays Gardois      | France   | Locale | Médias du Sud                                           | Gratuit | TNT, Cable, Réseaux ADSL/Fibre          |
| ViàOccitanie Toulouse          | France   | Locale | Médias du Sud                                           | Gratuit | TNT, Cable, Réseaux ADSL/Fibre          |
| Vosges Télévision              | France   | Locale | Atelier d'Images Plus                                   | Gratuit | TNT, Cable, Réseaux ADSL/Fibre          |
| Wéo                            | France   | Locale | Groupe La Voix et Région Nord-Pas-de-Calais             | Gratuit | TNT, Cable, Réseaux ADSL/Fibre          |
| Wéo Picardie                   | France   | Locale | Société Télévision Multilocale                          | Gratuit | TNT, Cable, Réseaux ADSL/Fibre          |

### Autres chaînes
| Chaîne             | Pays   | Type          | Groupe                   | Statut  | Diffusion                                               |
| ------------------ | ------ | ------------- | ------------------------ | ------- | ------------------------------------------------------- |
| 3A Telesud         | France | Communautaire | Indépendant              | Gratuit | Cable, Réseaux ADSL/Fibre                               |
| Beur TV            | France | Communautaire | Indépendant              | Gratuit | Cable, Réseaux ADSL/Fibre                               |
| Berbère Télévision | France | Communautaire | Indépendant              | Payant  | Cable, Réseaux ADSL/Fibre                               |
| Dorcel TV          | France | Adultes       | Dorcel                   | Payant  | AB Sat, Cable, Réseaux ADSL/Fibre                       |
| KTO                | France | Religieux     | Indépendant              | Gratuit | Eutelsat 5 West A, Cable, Réseaux ADSL/Fibre            |
| La Chaîne Météo    | France | Météo         | Météo consult            | Payant  | Canal, Cable                                            |
| MétéoMédia         | Canada | Météo         | Pelmorex                 | Payant  | Câble analogique ou numérique, Télévision par satellite |
| Non Stop People    | France | People        | Banijay                  | Payant  | Cable, Réseaux ADSL/Fibre                               |
| Playboy TV         | France | Adulte        | Playboy                  | Payant  | Canal                                                   |
| Prise 2            | Canada | Rétro         | TVA                      | Payant  | Câble analogique ou numerique, Télévision par satellite |
| Vanessa            | Canada | Adulte        | Sex-Shop Television Inc. | Payant  | Câble numérique, Télévision par satellite               |
| XXL                | France | Adulte        | AB Groupe                | Payant  | AB Sat, Canal, Cable, Réseaux ADSL/Fibre                |

## Les chaînes disparues
| Chaîne                      | Pays          | Type                      | Groupe                       | Date d'arrivée | Date de départ |
| --------------------------- | ------------- | ------------------------- | ---------------------------- | -------------- | -------------- |
| 7L TV                       | France        | Locale                    | Indépendant                  | 2007           | 2011           |
| AB4                         | Belgique      | Généraliste               | AB Groupe                    | 2002           | 2017           |
| AB Animaux                  | France        | Découverte                | AB Groupe                    | 1996           | 1999           |
| AB Cartoons                 | France        | Jeunesse                  | AB Groupe                    | 1996           | 1998           |
| AB Moteurs                  | France        | Sports mécaniques         | AB Groupe                    | 1999           | 2018           |
| AB Sat                      | France        | Promotionnel              | AB Groupe                    | 1996           | 2008           |
| AB Sports                   | France        | Sport                     | AB Groupe                    | 1996           | 1999           |
| Allociné TV                 | France        | Cinéma                    | Allociné                     | 2011           | 2012           |
| Angers 7                    | France        | Locale                    | Indépendant                  | 2007           | 2010           |
| Aqui TV                     | France        | Locale                    | Indépendant                  | 1991           | 2003           |
| Bloomberg TV (France)       | France        | Économie et Finance       | Bloomberg                    | 1994           | 2009           |
| C8                          | France        | Généraliste               | Groupe Canal+                | 2005           | 2025           |
| Campagnes TV                | France        | Vie pratique              |                              | 2013           | 2017           |
| Canal+ Hi-Tech              | France        | Cinéma                    | Canal+                       | 1998           | 2008           |
| Canal Cholet                | France        | Locale                    | Indépendant                  | 1995           | 2010           |
| Canal NV                    | Suisse        | Locale                    | Indépendant                  | 1996           | 2009           |
| Canal 15                    | France        | Locale                    | Service public               | 1992           | 2011           |
| Cap 24                      | France        | Locale                    | Lagardère                    | 2008           | 2010           |
| Cash TV                     | France        | Jeux                      | Indépendant                  | 2004           | 2014           |
| CFoot                       | France        | Sport                     | LFP                          | 2011           | 2012           |
| Ciné FX                     | France        | Cinéma                    | AB Groupe                    | 2002           | 2018           |
| CinéCinéma Auteur           | France        | Cinéma                    | Canal+                       | 2002           | 2007           |
| CinéCinéma Info             | France        | Cinéma                    | Canal+                       | 2004           | 2006           |
| CinéCinéma Succès           | France        | Cinéma                    | Canal+                       | 2002           | 2004           |
| Ciné Box                    | France        | Cinéma                    | AB Groupe                    | 2002           | 2004           |
| Ciné Comic                  | France        | Cinéma                    | AB Groupe                    | 2002           | 2004           |
| Cinéfaz                     | France        | Cinéma                    | TPS                          | 1999           | 2003           |
| Ciné First                  | France        | Cinéma                    | AB Groupe                    | 2007           | 2010           |
| Ciné Palace                 | France        | Cinéma                    | AB Groupe                    | 1996           | 2002           |
| Ciné Pop                    | France        | Cinéma                    | AB Groupe                    | 2007           | 2008           |
| Cinéstar 1                  | France        | Cinéma                    | TPS                          | 1997           | 2003           |
| Cinéstar 2                  | France        | Cinéma                    | TPS                          | 1997           | 2003           |
| Ciné+ Star                  | France        | Cinéma                    | Groupe Canal+                | 2011           | 2013           |
| Cinétoile                   | France        | Cinéma                    | TPS                          | 1997           | 2003           |
| Clermont Première           | France        | Locale                    | Indépendant                  | 2000           | 2012           |
| Cuisine+                    | France        | Vie Pratique              | Groupe Canal+                | 2001           | 2015           |
| Direct 8                    | France        | Généraliste               | Bolloré                      | 2005           | 2012           |
| Direct Star                 | France        | Musicale                  | Bolloré                      | 2010           | 2012           |
| Disney Cinemagic            | France        | Jeunesse, Cinéma          | Walt Disney Company          | 2007           | 2015           |
| Encyclo                     | France        | Découverte                | AB Groupe                    | 1996           | 2015           |
| Equidia Life                | France        | Sport                     | Pari mutuel urbain           | 2011           | 2017           |
| Equidia Live                | France        | Sport                     | Pari mutuel urbain           | 2011           | 2017           |
| Escales                     | France        | Découverte                | AB Groupe                    | 1996           | 2015           |
| ESPN Classic Sport          | France        | Sport                     | ESPN                         | 2002           | 2013           |
| Eurêka!                     | France        | Jeunesse                  | TPS                          | 2003           | 2007           |
| Europe 2 TV                 | France        | Musicale                  | Groupe MCM                   | 2005           | 2007           |
| Filles TV                   | France        | Jeunesse                  | Lagardère Active             | 2004           | 2009           |
| Foot School TV              | France        | Football                  | Indépendant                  | 1997           | 2008           |
| France Courses              | France        | Sport                     | AB Groupe et PMU             | 1996           | 1999           |
| France Supervision          | France        | Divertissement            | France Télévision            | 1992           | 1998           |
| Fox Life France             | France        | Séries                    | Groupe Fox                   | 2005           | 2009           |
| Fun TV                      | France        | Musicale                  | Groupe M6                    | 1997           | 2008           |
| Girondins TV                | France        | Sport                     | Groupe M6                    | 2008           | 2018           |
| HD Suisse                   | Suisse        | Généraliste               | SRG SSR                      | 2007           | 2012           |
| IC1                         | France        | Locale                    | Indépendant                  | 2000           | 2014           |
| Ici TV                      | Suisse        | Locale                    | Indépendant                  | 1996           | 2009           |
| Images Plus                 | France        | Locale                    | Indépendant                  | 1990           | 2010           |
| JET                         | France        | Jeux                      | TF1                          | 2006           | 2007           |
| Jetix France                | France        | Jeunesse                  | Walt Disney Company          | 2004           | 2009           |
| Jimmy                       | France        | Divertissement            | Groupe Canal+                | 1990           | 2015           |
| June                        | France        | Jeunesse                  | Lagardère Active             | 2009           | 2016           |
| La Chaîne Histoire          | France        | Découverte                | AB Groupe                    | 1996           | 2000           |
| La Cinq                     | France        | Généraliste               | Fininvest                    | 1986           | 1992           |
| La Cinquième                | France        | Educative                 | France Télévision            | 1994           | 2002           |
| La Deux                     | Belgique      | Généraliste               | RTBF                         | 1997           | 2020           |
| Lyon TV                     | France        | Locale                    | Indépendant                  | 2006           | 2011           |
| M6 Music Black              | France        | Musicale                  | Groupe M6                    | 2005           | 2015           |
| M6 Music Club               | France        | Musicale                  | Groupe M6                    | 2009           | 2015           |
| M6 Music Rock               | France        | Musicale                  | Groupe M6                    | 2005           | 2009           |
| Ma Chaîne Étudiante         | France        | Éducative                 | Indépendant                  | 2009           | 2018           |
| Match TV                    | France        | Généraliste               | Lagardère Active             | 2001           | 2005           |
| Maison+                     | France        | Vie Pratique              | Groupe Canal+                | 2006           | 2015           |
| Ma Planète                  | France        | Jeunesse                  | Canal+                       | 2003           | 2007           |
| MCM Belgique                | Belgique      | Musicale                  | Lagardère                    | 1994           | 2009           |
| MCS Tennis                  | France        | Sport                     | Groupe MCS TV                | 2013           | 2017           |
| Melody                      | France        | Musicale                  | AB Groupe                    | 1996           | 2001           |
| Mlle                        | Canada        | Style de vie              | Groupe TVA                   | 2011           | 2013           |
| Montagne TV                 | France        | Découverte                | Indépendant                  | 2010           | 2015           |
| Motors TV                   | France        | Sports mécaniques         | Indépendant                  | 1999           | 2017           |
| MTV Base France             | France        | Musicale                  | MTV                          | 2005           | 2015           |
| MTV Idol                    | France        | Musicale                  | MTV                          | 2005           | 2015           |
| MTV Pulse                   | France        | Musicale                  | MTV                          | 2005           | 2015           |
| Musique Classique           | France        | Musicale                  | AB Groupe                    | 1996           | 2007           |
| Muzzik                      | France        | Musicale                  | Groupe MCM                   | 1996           | 2002           |
| Nantes 7                    | France        | Locale                    | Indépendant                  | 2004           | 2011           |
| Nolife                      | France        | Culture Geek et japonaise | Indépendant                  | 2007           | 2018           |
| Normandie TV                | France        | Locale                    | Indépendant                  | 2000           | 2015           |
| Nostalgie la télé           | France        | Musicale                  | AB Groupe                    | 1997           | 1999           |
| NRJ 12                      | France        | Généraliste               | NRJ Group                    | 2005           | 2024           |
| NRJ Paris                   | France        | Locale                    | NRJ Group                    | 2008           | 2014           |
| Numéro 23                   | France        | Généraliste               | Divers, puis NextRadioTV     | 2012           | 2018           |
| OCS Happy                   | France        | Cinéma et Séries          | Orange                       | 2008           | 2013           |
| OCS Novo                    | France        | Cinéma et Séries          | Orange                       | 2008           | 2013           |
| Odyssée                     | France        | Découverte                | Groupe TF1                   | 1996           | 2010           |
| OM TV                       | France        | Sport                     | Indépendant                  | 1999           | 2018           |
| Orléans TV                  | France        | Locale                    | Indépendant                  | 2007           | 2011           |
| Pathé Sport                 | France        | Sport                     | Pathé                        | 1998           | 2002           |
| Planète Juniors             | France        | Jeunesse                  | Canal+                       | 2007           | 2009           |
| Planète+ Thalassa           | France        | Découverte                | Canal+                       | 2011           | 2016           |
| Playin'TV                   | France Canada | Jeux                      | Visiware                     | 2000           | 2011           |
| Polar                       | France        | Cinéma                    | AB Groupe                    | 1996           | 2018           |
| QVC                         | France        | Vie pratique              | Liberty Interactive          | 2015           | 2019           |
| RFO Sat                     | France        | Généraliste               | Réseau France Outre-mer      | 1998           | 2005           |
| Rire                        | France        | Cinéma                    | AB Groupe                    | 1996           | 2002           |
| Romance                     | France        | Cinéma                    | AB Groupe                    | 1996           | 2002           |
| Souvenirs                   | France        | Cinéma                    | AB Groupe                    | 1996           | 1998           |
| Sport+                      | France        | Sports                    | Groupe Canal+                | 2002           | 2015           |
| Sport365                    | France        | Sports                    | Média 365                    | 2012           | 2017           |
| Star TV                     | Belgique      | People                    | Newscom                      | 2011           | 2014           |
| Stylia                      | France        | Découverte                | Groupe TF1                   | 1996           | 2014           |
| Suisse 4                    | Suisse        | Généraliste               | SRG SSR                      | 1994           | 1997           |
| Télé 21                     | Belgique      | Généraliste               | RTBF                         | 1988           | 1993           |
| Télécinéromandie            | Suisse        | Cinéma                    | Indépendant                  | 1983           | 1993           |
| Télif                       | France        | Locale                    | Indépendant                  | 2004           | 2017           |
| Territorial TV              | France        | Locale                    | Indépendant                  | 2010           | 2014           |
| Télé Toulouse               | France        | Locale                    | Indépendant                  | 1988           | 2015           |
| TF6                         | France        | Divertissement            | Groupe TF1 & Groupe M6       | 2000           | 2014           |
| Tfou TV                     | France        | Jeunesse                  | TF1                          | 2003           | 2008           |
| Toon Disney                 | France        | Jeunesse                  | Walt Disney Company          | 2002           | 2007           |
| TPS Cinéclub                | France        | Cinéma                    | TPS                          | 2005           | 2007           |
| TPS Cinécomedy              | France        | Cinéma                    | TPS                          | 2005           | 2007           |
| TPS Cinéculte               | France        | Cinéma                    | TPS                          | 2003           | 2007           |
| TPS Cinétoile               | France        | Cinéma                    | TPS                          | 2003           | 2007           |
| TPS Cinextrême              | France        | Cinéma                    | TPS                          | 2003           | 2007           |
| TPS Cinéfamily              | France        | Cinéma                    | TPS                          | 2003           | 2007           |
| TPS Cinéstar                | France        | Cinéma                    | TPS                          | 2003           | 2007           |
| TPS Foot                    | France        | Sport                     | TPS                          | 2005           | 2007           |
| TPS Homecinéma              | France        | Cinéma                    | TPS                          | 2003           | 2007           |
| TPS STAR                    | France        | Sport & cinéma            | Canal+                       | 2001           | 2012           |
| TV6                         | France        | Jeunesse et Musique       | Publicis, Gaumont et NRJ     | 1986           | 1987           |
| TV77                        | France        | Locale                    | Indépendant                  | 2009           | 2012           |
| TVRL                        | Suisse        | Locale                    | Indépendant                  | 1993           | 2009           |
| TV Sud Montpellier          | France        | Locale                    | Médias du Sud                | 2011           | 2017           |
| TV Sud Nîmes                | France        | Locale                    | Médias du Sud                | 2011           | 2017           |
| TV Sud Provence             | France        | Locale                    | Médias du Sud                | 2005           | 2016           |
| TV Sud Pyrénées-Orientales  | France        | Locale                    | Médias du Sud                |                | 2017           |
| Trace TV                    | France        | Musicale                  | Indépendant                  | 2003           | 2010           |
| UFC Premium                 | France        | Sport                     | Groupe MCS TV                |                | 2017           |
| Vidéoclick                  | Belgique      | Vie Pratique              | AB Groupe                    | 2007           | 2009           |
| Villages TV                 | France        | Locale                    | Indépendant                  | 2006           | 2011           |
| Virgin 17                   | France        | Musicale                  | Groupe MCM et Groupe Bolloré | 2008           | 2010           |
| Vivolta                     | France        | Féminin, Art de vivre     | Indépendant                  | 2007           | 2018           |
| Voo TV                      | France        | Locale                    | Indépendant                  | 2009           | 2014           |
| Vosges TélévisionImagesplus | France        | Locale                    | Indépendant                  | 2010           | 2012           |
| 'Zik                        | France        | Musicale                  | AB Groupe                    | 1998           | 2007           |